# چلسی، کبک
چلسی (به فرانسوی: Chelsea) شهری در منطقه شهری له کولین-دو-لوتاوه ناحیه اوتاوه در استان کبک کانادا است. در سرشماری سال ۲۰۱۱ این شهر ۶٬۹۹۸ نفر جمعیت داشته‌است و مساحت آن ۱۱۱٫۲ کیلومتر مربع است.